# 豐臣秀長
豐臣秀長（1540年4月8日—1591年2月15日，即天文九年三月初二－天正十九年正月廿二），戰國時代和安土桃山時代的武將兼大名。
豐臣秀吉的異父弟，父親是竹阿弥，另外一種說法是其父和秀吉同是木下彌右衛門，母親是大政所阿仲，通稱小一郎，幼名小竹。初名長秀。深受秀吉的信賴，在豐臣政權下的內、外政務以及軍事等方面手腕都有所發揮，對於秀吉的統一大業卓有貢獻。之後由於秀長領有大和國、紀伊、和泉3國以及河内國的一部份，合計110餘萬石領地，並且敘任從二位權大納言，因而有大和大納言的尊稱。除了輔助秀吉之外，也負責協調豐臣政權與外樣大名的溝通。

## 生涯

### 織田政權時期
天文九年（1540年），小一郎出生在尾張國中村，是織田家同朋眾竹阿彌的孩子，是秀吉的同母異父弟弟（一說為親弟弟）。在年幼的時候，當時的兄長日吉（日後的秀吉）離開家裡，所以小一郎並沒有時常見到兄長。小一郎開始跟在秀吉身旁的時間並沒有確切的紀錄，不過大概是在秀吉（當時的藤吉郎）出仕織田家後並與寧寧婚禮（永祿7年，1564年）之後。在兩人的婚禮後，小一郎成為織田家步卒小頭目。此時通稱木下小一郎長秀。
在與齋藤龍興戰鬥期間，由於秀吉參加會戰，於是擔任城池的留守居役。
據說，小一郎曾向秀吉的義弟淺野長政提出做他的家臣的請求。小一郎從完全沒有武士知識的狀態，到成為秀吉的助手只花了數年的時間，進步的異常快速。現在所留下的秀吉的親筆書信中，有許多的字辭都十分的講究，但是當時有書信的工作難應付這種見解，因此有人推斷那些書信是秀長代筆的可能性很高。由此可見秀吉信任小一郎已經到可以託付細鎖而重要的工作。
元龜元年（1570年），織田信長領軍攻打越前國朝倉氏時，由於近江國大名淺井長政（信長之妹織田市的丈夫）陣前倒戈，並配合朝倉氏前後夾擊。織田軍於是決定退兵，由兄長藤吉郎擔任殿後的軍隊，而跟在藤吉郎身邊的小一郎被任命為備大將，與蜂須賀正勝、前野長康一起擔任退兵的工作。
天正元年（1573年），兄長藤吉郎因為討伐淺井氏滅亡的功勞成為長濱城城主，並改名為羽柴秀吉。一般認為，小一郎本身也有擔任城代，而他也從此時開始也使用了秀長這個正式名字。而這名字應該是取自織田家家臣丹羽長秀的名字，在當時，秀吉不被織田家其他家臣看好，就只有丹羽站在秀吉這一方。數年後，秀長的得力助手藤堂高虎出仕，之後藤堂高虎也侍奉秀長的養嗣子秀保，直到秀保去世。
天正2年（1574年），秀吉前往討伐越前國一向一揆，秀長以兄長秀吉的代理身分出征長島一向一揆。後來由於信長的命令，秀吉成為中國方面總司令以及平定播磨、但馬等國（中國征伐）。之後秀吉向黑田孝高（官兵衛）發出的親筆信時常以小一郎（秀長）作為信賴的代詞等，可以看出秀長漸漸成為秀吉陣營中的最重要的人物（黑田侯爵家文件）。
天正5年（1577年），跟隨秀吉前往播磨，進攻但馬國竹田城（城代齋村政廣）並順利攻陷，秀長被任命為城代。天正6年（1578年），東播磨的別所長治叛變，與秀吉共同前往壓制，並再度進攻但馬。同年，率領援軍參加黑井城之戰。天正7年（1579年），為截斷別所長治的三木城補給，進攻丹生山、淡河城，但由於誤中淡河定範的計策而撤兵。後來定範於城中放火，並向三木城後退，秀長成功截斷補給線（三木合戰）。
天正8年（1580年），秀吉軍攻打但馬國出石城、有子山城，在消滅山名祐豐後完全平定但馬。之後，秀長任出石城主，成為但馬七郡十萬五千石的大名，在領地內從事生野銀山的管理。
天正9年（1581年）3月，毛利家吉川經家進入鳥取城。秀長跟隨秀吉包圍鳥取城，並截斷兵糧（鳥取城之戰），同年10月，戰事在經家切腹後落幕。天正10年（1582年）4月，秀吉軍包圍備中高松城，並採取水攻（備中高松城之戰）。秀長參戰並於鼓山付近布陣，直到6月，水攻發生效果，城主清水宗治切腹而攻陷高松城。這段期間，秀長因為這些戰事，立下不少戰功。

### 豐臣秀吉時期
天正10年（1582年）六月二日，織田信長因為部下明智光秀的反叛而死於京都本能寺（本能寺之變）。秀吉與毛利家議和後，從備中國高松城急速返回畿內，6月13日，與明智軍戰於山崎（山崎之戰）。此時，秀長和黑田孝高一同守備天王山。同天，明智光秀戰敗自盡而死（一說為土民所殺）。同年，秀長任從五位下美濃守。
天正11年（1583年）秀吉和柴田勝家戰於賤岳（賤岳之戰），而秀長也參戰。就在兩軍對峙的當口，織田信孝舉兵。在秀吉壓制信孝後，敵將佐久間盛政突襲中川清秀的陣營，中川奮戰而死。不過，最後秀吉軍勝利。史料「老人雜話」提到，據說因為清秀戰死的責任，秀長被秀吉叱責。可是也有說秀吉的行動小心謹慎的緣故，叫善於守備的秀長作戰。如果真的是把作戰的任務交給守備的秀長，不能摧毀敵軍的陣勢的可能性也就比較高。而且，老人雜話作為史料頗受質疑。有一說法，就在這一年，秀長將苗字（姓氏）由木下改為羽柴。
天正12年（1584年），秀吉與德川家康和織田信雄的聯軍爆發（小牧長久手之戰）。秀長進軍守山，監視織田信雄。之後，負責與信雄交渉議和。後來外甥羽柴秀次（姊阿智之長子）因戰事失利而被秀吉斥責，同年6月，長秀將名字改為秀長。此後，跟隨秀吉遠征四國與紀伊而立下戰功，而秀長也盡力於回復秀吉對秀次的信賴。
天正13年（1585年），紀州征討時，和秀次一起被秀吉任命為副官。戰事結束後，秀吉封給秀長紀伊國和和泉國等的64萬石的領地。同年，任命藤堂高虎為築城的普請奉行，著手建築和歌山城。這是被譽為築城名手的高虎最初所築的城。
天正13年（1585年）6月，秀長以秀吉的代理身分進行四國征伐，並擔任兵力超過10萬人的軍隊總司令。可是，長宗我部氏反抗激烈，且因為毛利氏和宇喜多氏的聯合軍遲來，於是有人建議秀長向秀吉請求增援。秀長送出的書信（四國御發向事）是現存少量的秀長的書信之一。同年8月，因為降伏長宗我部氏的功績，增領大和國的郡山城及播磨、但馬等領地，成為110萬石的大名。秀長的領地（大和、和泉、紀伊）中，寺社勢力十分強大，完全治理好並不是一件容易的事。最後用了極為強制的手段才讓領地內安定下來，但這也造成日後的重大問題。
天正14年（1586年）2月8日，進入攝津國有馬湯山療養（多聞院日記），這被視為秀長的健康狀況漸漸出現變化的象徵。之後，連續數次前往溫泉療養（湯治）。在湯治中，秀長也陸續拜訪金藏院、寶光院，甚至本願寺顯如也派使者慰問。同年10月26日，一直拒絕上洛的德川家康終於到達大阪，暫住在秀長邸。同天晚上發生秀吉請求家康成為臣下的事件（家忠日記、德川實紀均有這段記錄）。隨著兄長秀吉就任「關白」一職，被朝廷賜姓「豐臣」，秀長的姓氏也從「羽柴」更名為「豐臣」。
天正15年（1587年），秀長於九州征伐擔任日向國方面的總大將。包圍因耳川之戰而聞名的高城，4月17日島津忠隣夜襲宮部繼潤的軍隊，島津義弘也率援軍突擊（根白板之戰）。在宮部繼潤抵抗之際，藤堂高虎、黑田孝高、戶川達安等將聯合反擊，島津軍戰敗因此撤回薩摩國。之後，島津家久為了議和而訪問秀長，日向方面於是停止進軍。同年8月，秀長因為功績而敘任從二位權大納言，因此後來的人多稱秀長為大和大納言。
天正16年（1588年）負責管理紀伊雜賀等地區木材的代官吉川平介，受秀長之命販賣熊野高價位的木材，獲利2萬本代金卻中飽私囊，事件傳入秀吉的耳中，吉川因而被秀吉處刑。天正17年（1589年）1月1日，在大坂城與諸大名共同向秀吉祝賀新年，並獻上太刀。
天正18年（1590年），元月左右，秀長的病情開始惡化，因此並沒有參與小田原征伐。10月左右，外甥豐臣秀次前往談山神社，祈禱秀長的病痊癒。所以，一般都認為秀長和秀次之間的關係良好。
天正19年（1591年），秀長在大和國郡山城逝世，享年52歲。清點財產後，發現大和郡山城有金子56,000餘枚、銀子則足足有2間四方部屋之多，可見秀長有儲蓄的習慣。秀長妻子的本名不詳，只知法名為智雲院。而秀長沒有兒子，只有兩個女兒（阿菊）和大善院，其中阿菊嫁給秀長姊姊阿智的三子豐臣秀保，此舉的目的也是為了讓秀保成為秀長的婿養子，將來大和豐臣家由秀保繼承。大善院則是嫁給毛利秀元為正室，不過可能沒有子嗣。另外，秀長還有一個養子藤堂高吉。
秀長死後3年，文祿3年（1594年），秀保病故，只有16歲，沒有子嗣，大和豐臣家斷絕。
現在秀長與兄長秀吉和侄子豐臣秀賴一起被供奉在大阪市中央區的豐國神社。
戒名：大光院殿前亞相春岳紹榮大居士
墓所：傳說是大和郡山市箕山町的大納言塚

## 評價
他是兄長秀吉的左右手，在文武兩面都有很大貢獻，雖與秀吉同母異父但感情深厚。秀長的人品溫厚人緣極佳，諸侯們也很喜歡溫和講理的秀長，時常擔任其他大名與秀吉的溝通橋梁，秀吉時期政權下的文派與武派衝突已久，秀長在世之時居中調停不至於讓衝突浮上檯面，由此可見秀長的聲望與調停能力之強。

## 登場作品
小說
- 豐臣一族（中央公論新社、司馬遼太郎著）
- 豐臣秀長：輔佐的生涯（文藝春秋、堺屋太一著）
- 豐臣秀長（學研、志木澤郁（日语：志木沢郁）著）
- 秀長先生（文藝社（日语：文芸社）、鞍馬良著）
- 志 豐臣秀長傳（幻冬舍、福永英樹著）

影視劇
- 出世太閤記（1938年、日活、演：原健作（日语：原健策））
- 太閤記（日语：太閤記 (NHK大河ドラマ)）（1965年、NHK大河劇、演：富田浩太郎）
- 大坂城之女（日语：大坂城の女）（1970年、KTV、演：永井智雄）
- 女太閤記（1981年、NHK大河劇、演：中村雅俊）
- 春日局（1989年、NHK大河劇、演：益富信孝）
- 利休（日语：利休 (映画)）（1989年、松竹、演：田村亮）
- 千利休〜猶如雪間草望春來〜（日语：千利休 〜春を待つ雪間草のごとく〜）（1990年、MBS、演：寺田農）
- 豐臣秀吉 獲取天下！（日语：豊臣秀吉 天下を獲る!）（1995年、TX、演：田中隆三（日语：田中隆三 (俳優)））
- 秀吉（1996年、NHK大河劇、演：高嶋政伸）
- 太閤記 被喚為猴子的男人（日语：太閤記 サルと呼ばれた男）（2003年、CX、演：風間俊介）
- 功名十字路（2006年、NHK大河劇、演：春田純一）
- 寧寧：女太閤記（2009年、TX、演：福士誠治）
- 戰國疾風傳 二人軍師（日语：戦国疾風伝 二人の軍師 秀吉に天下を獲らせた男たち）（2011年、TX、演：中本賢）
- 江~公主們的戰國~（2011年、NHK大河劇、演：袴田吉彦）
- 清須會議（日语：清須会議 (小説)#映画）（2013年、東寶、演：梶原善）
- 軍師官兵衛 （2014年、NHK大河劇、演：嘉島典俊）
- 真田丸（2016年、NHK大河劇、演：千葉哲也）
- 怎麼辦家康（2023年、NHK大河劇、演：佐藤隆太）
- 豐臣兄弟！（2026年、NHK大河劇、演：仲野太賀）